# Ralph Santolla

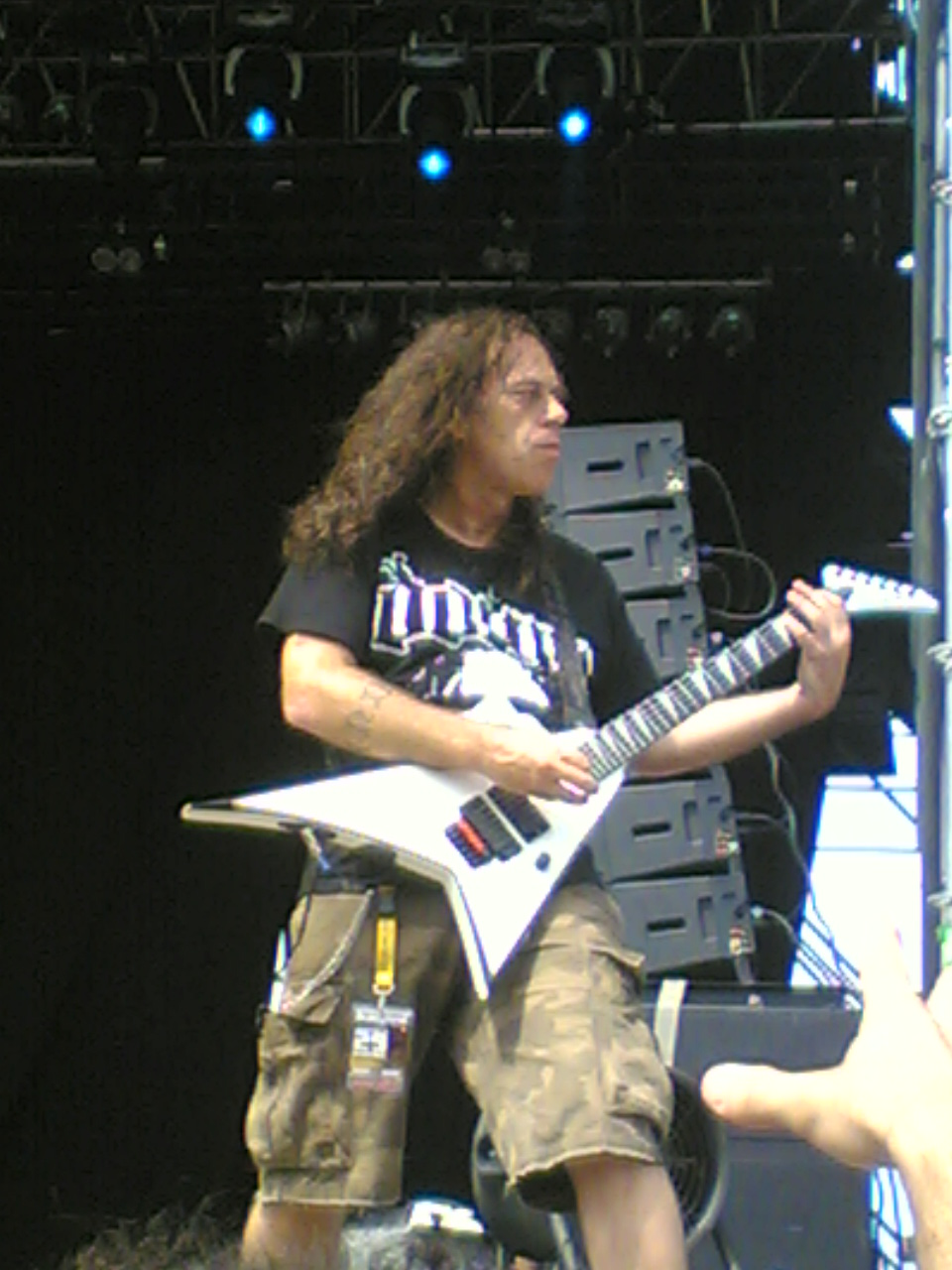
Ralph Santolla mit Obituary auf dem Gods of Metal in Bologna (2008)

Ralph Dave Santolla (* 8. Dezember 1966; † 7. Juni 2018 in Tampa, Florida) war ein US-amerikanischer Gitarrist. Er war Mitglied in verschiedenen Metal- und Rock-Bands und veröffentlichte im Jahr 2002 sein erstes Soloalbum.

## Biografie
Santolla begann das Gitarrenspiel mit sieben Jahren. Er war im Jahr 1993 für einen kurzen Zeitraum Live-Gitarrist bei Death und im Musikvideo zum Lied The Philosopher an der Seite von Chuck Schuldiner, Steve DiGiorgio und Gene Hoglan zu sehen, nahm aber mit der Band letztlich kein Album auf. 1997 gründete er die Band Millenium und veröffentlichte 2002 sein erstes Soloalbum Shaolin Monks in the Temple of Metal. Santolla stieg im Jahr 2003 zusätzlich als Lead-Gitarrist bei Iced Earth ein, verließ die Band allerdings ein Jahr später bereits wieder und schloss sich der neuen Band des ehemaligen Skid-Row-Sängers Sebastian Bach an. Dieses Engagement dauerte wiederum nur ein Jahr an, da sich Santolla nach seinem Einstieg bei der Death-Metal-Band Deicide zeitlich ausgelastet sah. Santolla äußerte sich im Jahr 2004 zu seinen weiteren Karrierezielen:

„Mein Lebensziel ist es letztendlich eine großartige Arbeit abzuliefern. Das habe ich noch nicht erreicht. Ich möchte ein Album schreiben, das so genial ist wie Diary of a Madman […], Toys in the Attic […], Back in Black […] usw. Etwas perfektes und inspirierendes in jeder Beziehung.“

Er wurde im Jahr 2007 Mitglied von Obituary, da deren bisheriger Gitarrist Allen West eine Gefängnisstrafe verbüßte, und blieb dies auch nach Wests Entlassung. Weitere Bands und Musikprojekte, an denen Santolla beteiligt war, sind Hollow, Ex Cathedra und Redscream (zusammen mit drei Musikern der Band Grave). Darüber hinaus war er mit Gastbeiträgen auf den Alben diverser anderer Künstler wie Warmen, Holy Moses, Jon Oliva’s Pain und den Tardy Brothers zu hören.
Nach einem Herzinfarkt, den Santolla infolge eines Blutgerinnsels erlitten hatte, wurde er in das St. Joseph’s Hospital in Tampa, Florida eingeliefert. Dort lag er im Koma und starb am 7. Juni 2018, nachdem seine Familie sich dazu entschlossen hatte, die lebenserhaltenden Geräte abzuschalten.

## Diskografie
Auswahl; nur Studioalben
Solo
- 2002: Shaolin Monks in the Temple of Metal (Frontiers Records)

Mit Millenium
- 1997: Millenium (Frontiers Records)
- 1999: Angelfire (Frontiers Records)
- 2000: Hourglass (Frontiers Records)
- 2004: Jericho (Metal Heaven)

Mit Monarch
- 1998: Monarch (Frontiers Records)

Mit Deicide
- 2006: The Stench of Redemption (Earache Records)
- 2008: Till Death Do Us Part (Earache Records)
- 2011: To Hell with God (Century Media)

Mit Obituary
- 2007: Xecutioner’s Return (Candlelight Records)
- 2009: Darkest Day (Candlelight Records)

### Gastauftritte
- 2000: Jorn – Starfire (Frontiers Records)
- 2004: Iced Earth – The Glorious Burden (Steamhammer)
- 2005: Warmen – Accept the Fact (Spinefarm Records)
- 2007: Jorn – Unlocking the Past (AFM Records)
- 2008: Holy Moses – Agony of Death (Wacken Records)
- 2008: Jon Oliva’s Pain – Global Warning (AFM Records)
- 2009: Tardy Brothers – Bloodline (Candlelight Records)

## Stil
Santollas Soli bei Obituary wurden, zumal im Vergleich zu seinem Vorgänger Allen West, als „exquisit“ bezeichnet. Als seine musikalischen Wurzeln bezeichnete er Dio, Black Sabbath und Ozzy Osbourne.